# Бататайс
Бататайс (порт. Batatais) — муниципалитет в Бразилии, входит в штат Сан-Паулу. Составная часть мезорегиона Рибейран-Прету. Входит в экономико-статистический микрорегион Бататайс. Население составляет 56 290 человек на 2006 год. Занимает площадь 850,718 км². Плотность населения — 66,2 чел./км².

## История
Город основан в 1839 году.

## Статистика
- Валовой внутренний продукт на 2005 составляет 699.320.650,00 реалов (данные: Бразильский институт географии и статистики).
- Валовой внутренний продукт на душу населения на 2005 составляет 12.600,15 реалов (данные: Бразильский институт географии и статистики).
- Индекс развития человеческого потенциала на 2000 составляет 0,825 (данные: Программа развития ООН).

## География
Климат местности: субтропический. В соответствии с классификацией Кёппена, климат относится к категории Cfb.